# Barmur (ås)
Barmur är en ås i republiken Island. Den ligger i regionen Suðurland, 140 km öster om huvudstaden Reykjavík.